# Народен глас (1941 – 1943)
Вижте пояснителната страница за други значения на Народен глас.
„Народен глас“ е вестник на комунистическата съпротива във Вардарска Македония.
Започва да се издава в град Прилеп през декември 1941 година. От август 1942 до март 1943 главен редактор е Благоя Талески. Тиражът е от 120 до 300 броя и се разпространява из Прилеп, Прилепско, Кичево, Крушево, Брод и партизанските отряди. Темите, които се застъпват във вестника са за състоянието на военните действия в Югославия, гръцката комунистическа съпротива и комунистическата съпротива в Прилеп и Прилепско.